# Stenolepis ridleyi
Stenolepis ridleyi — вид ящірок родини гімнофтальмових (Gymnophthalmidae). Ендемік Бразилії. Вид названий на честь британського ботаніка Генрі Ніколаса Рідлі. Це єдиний представник монотипового роду Stenolepis.

## Поширення і екологія
Stenolepis ridleyi мешкають в штатах Сеара і Пернамбуку на північному сході Бразилії. Вони живуть в ізольованих ділянках гірських заболочених атлантичних лісів, оточених напівпосушливими саванами.